# Forholdet mellem Danmark og Frankrig
Det bilaterale forhold mellem Danmark og Frankrig er repræsenteret ved en dansk ambassade i Paris og 14 konsulater spredt udover Frankrig, mens Frankrig har  en ambassade i København. Endvidere har Danmark Danmarkshuset i Paris, som er et dansk kulturcenter, ligesom Frankrig i Danmark er officielt repræsenteret kulturelt ved Institut français.
Frankrigs og Danmarks fælles historie går mange hundrede år tilbage. For eksempel var Ingeborg, datter af Valdemar I, dronning af Frankrig (1193-1196, 1213-1236), og i 1645 indgik Danmark og Frankrig en alliancetraktat. Danmark, Schweiz og Polen er de eneste europæiske lande, som Frankrig ikke har været i krig med. Frankrigs handel med Danmark udgør omkring 2,5 milliarder euro, cirka 3 % af Frankrigs udenrigshandel.
Begge lande er fulde medlemmer af NATO og Den Europæiske Union.

## Sammenligning af landefakta
|                                         | Kongeriget Danmark                                   | Frankrig                          |
| --------------------------------------- | ---------------------------------------------------- | --------------------------------- |
| Indbyggertal                            | 5.659.715                                            | 66.710.000                        |
| Areal                                   | 43.098 km²                                           | 674.843 km²                       |
| Befolkningstæthed                       | 131 pr. km²                                          | 116 pr. km²                       |
| Hovedstad                               | København                                            | Paris                             |
| Største by                              | København                                            | Paris                             |
| Styreform                               | Konstitutionelt monarki med parlamentarisk demokrati | Unitær semi-præsidentiel republik |
| Statsoverhoved                          | Frederik 10.                                         | Emmanuel Macron                   |
| Regeringschef                           | Mette Frederiksen                                    | Gabriel Attal                     |
| Officielt sprog                         | Dansk                                                | Fransk                            |
| BNP pr. indb.(2017) (Købekraftsparitet) | 49.170 USD                                           | 41.018 USD                        |